# باران عشق (مجموعه تلویزیونی کره جنوبی)
باران عشق (انگلیسی: Love Rain; کره‌ای: 사랑비; لاتین‌نویسی اصلاح‌شده: Sarangbi) یک مجموعهٔ تلویزیونی کره جنوبی سال ۲۰۱۲ به کارگردانی یون سوک هو است. در این مجموعه جانگ گیون سوک و ایم یون آه به ایفای نقش پرداختند. این مجموعه از ۲۶ مارس تا ۲۹ مه ۲۰۱۲ روزهای دوشنبه و سه‌شنبه ساعت ۲۱:۵۵ (کی‌اس‌تی) از کی‌بی‌اس۲ پخش شد.
باران عشق علی‌رغم آمار بینندگان پایین در کره جنوبی، در خارج از کشور محبوب بود و گرانترین درام کره‌ای بود که در سال ۲۰۱۲ به ژاپن فروخته شد.

## بازیگران
- ایم یون آه در نقش کیم یون هی[۶]
- جانگ گیون سوک در نقش سو این‌ها[۷]
- کیم شی-هو در نقش لی دونگ ووک
- سون اون-سو در نقش بک هه جونگ
- سو این گوک در نقش کیم چانگ مو[۸]
- هوانگ بو را در نقش هوانگ این سوک

## بازخورد
باران عشق ریتینگ پایینی در سراسر کشور با میانگین ۵٫۱٪ دریافت کرد.
اما به دلیل جذابیت موج کره‌ای نقش‌های اصلی خود یعنی جانگ گیون سوک و ایم یون آه، از میان تمام درام‌های کره‌ای که در سال ۲۰۱۲ به خارج از کشور فروخته می‌شد، برای ژاپن بیشترین قیمت را داشت؛ حتی پیش از اینکه در کره جنوبی روی آنتن برود. برای هر قسمت ۴۵۰ میلیون وون هزینه داشت که در کل به ۹ میلیارد وون (یا ۱۰ میلیون دلار) رسید. از آن زمان به ۱۲ کشور در آسیا و اروپا از جمله چین، هنگ کنگ، تایوان، تایلند، مالزی، ویتنام، فیلیپین، کامبوج و سنگاپور صادر شده‌است و حدود ۱۱۵ میلیارد وون فروش خارجی داشته‌است.